# Kuchyně Nové Anglie

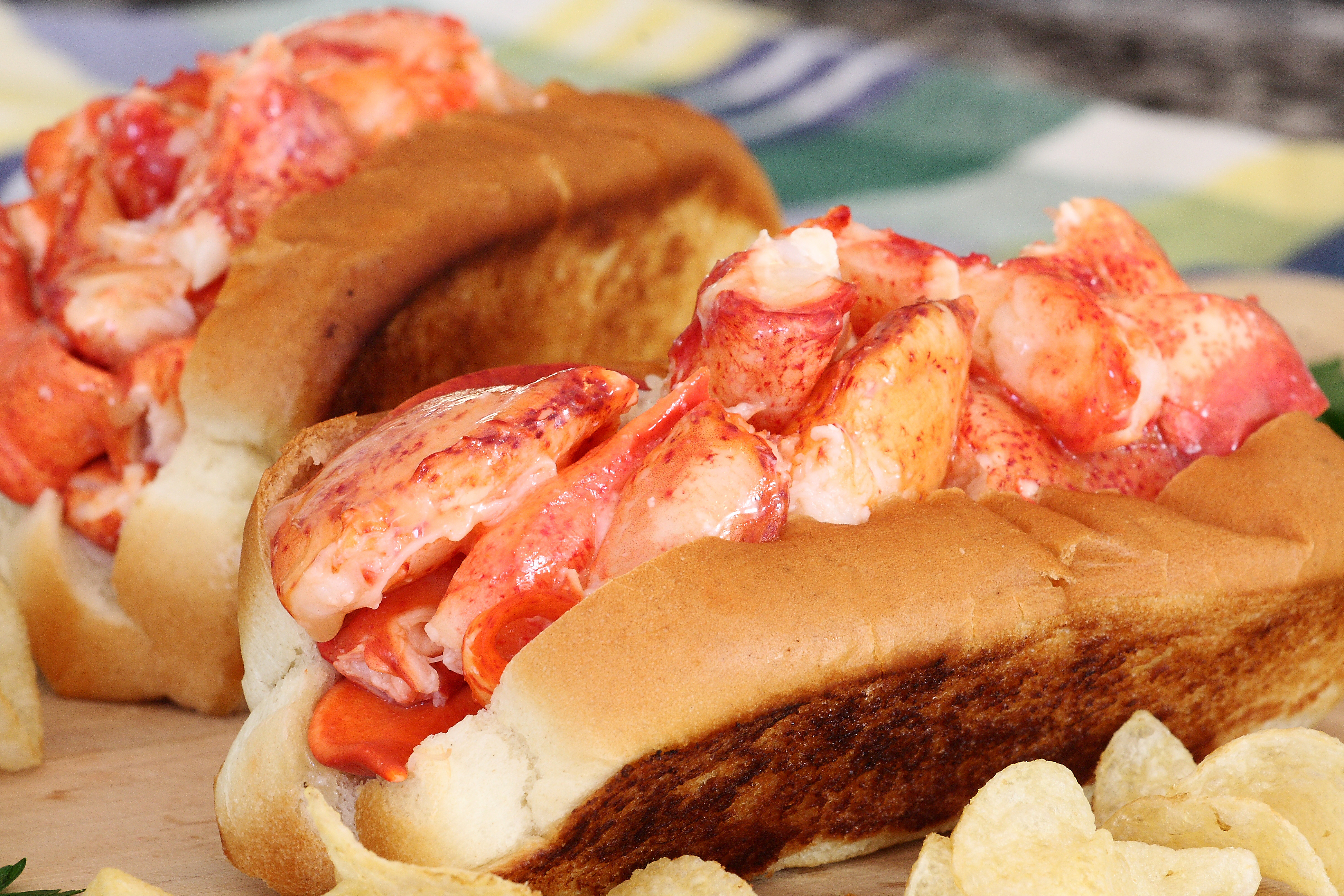
Mainské lobster rolls, sendviče plněné humřím masem

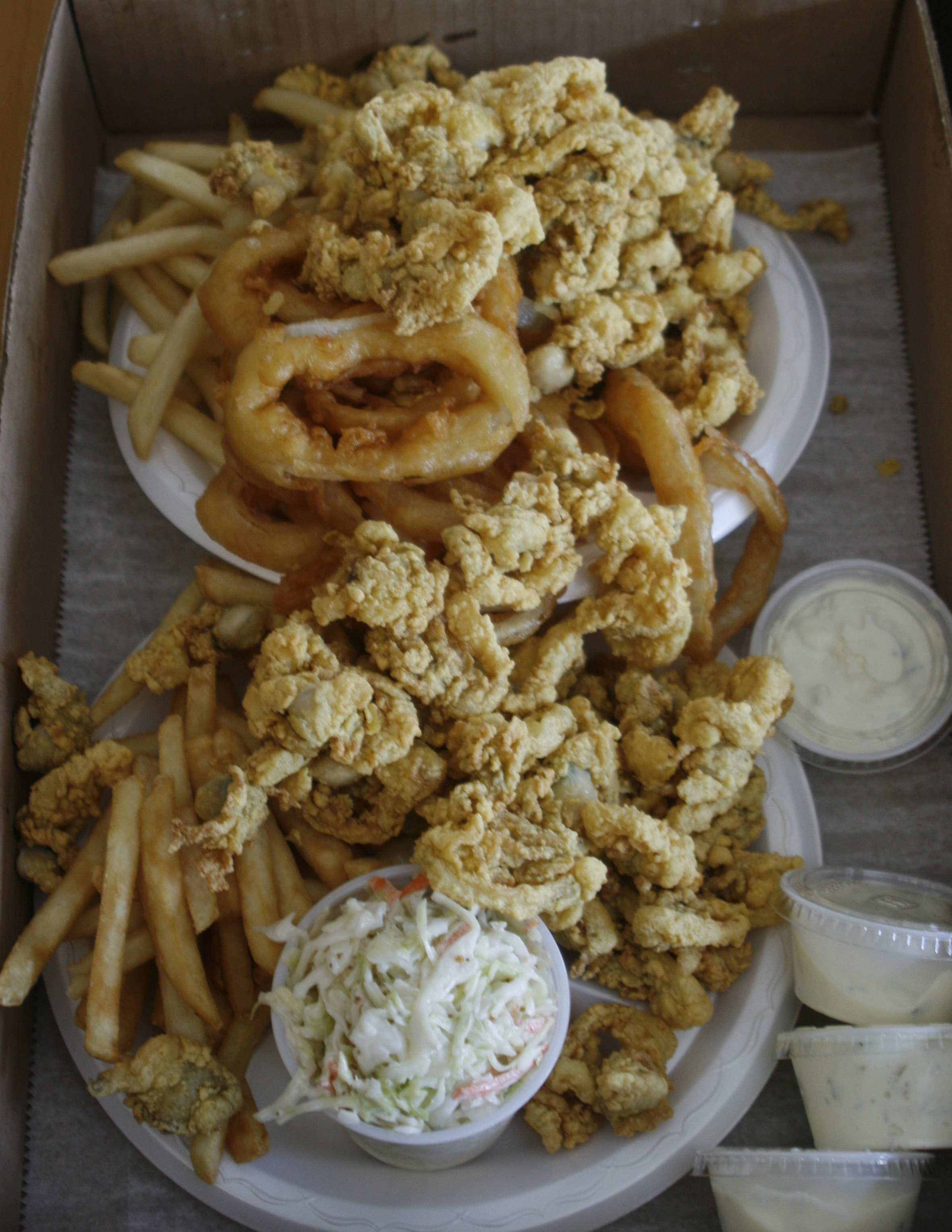
Smažené mušle (fried clams) s hranolky

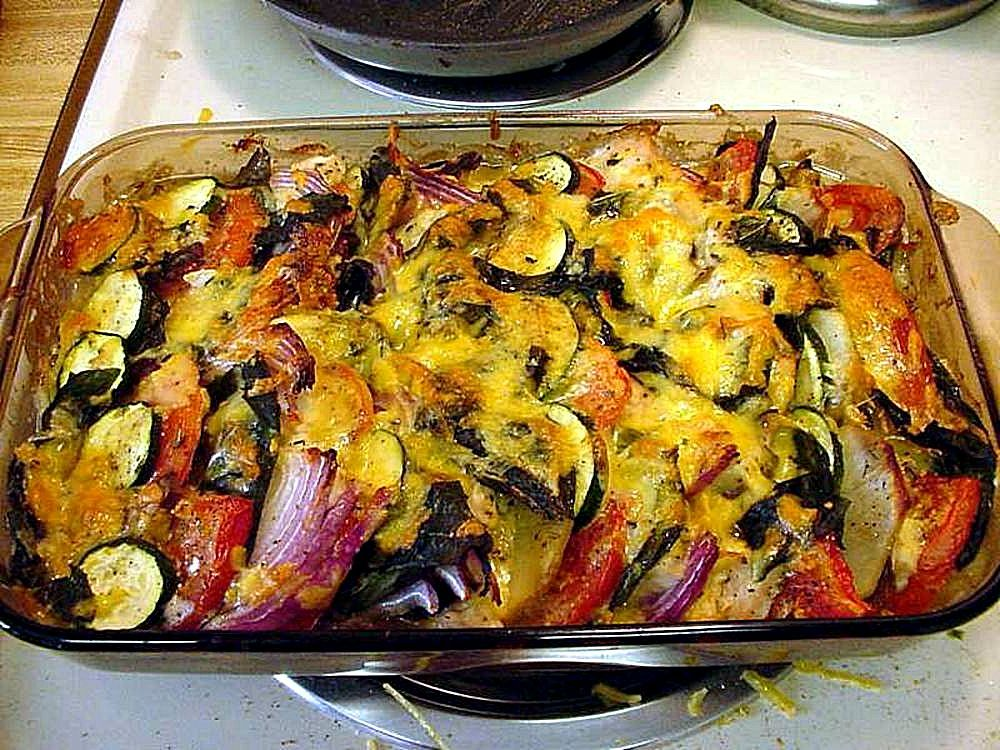
Casserole

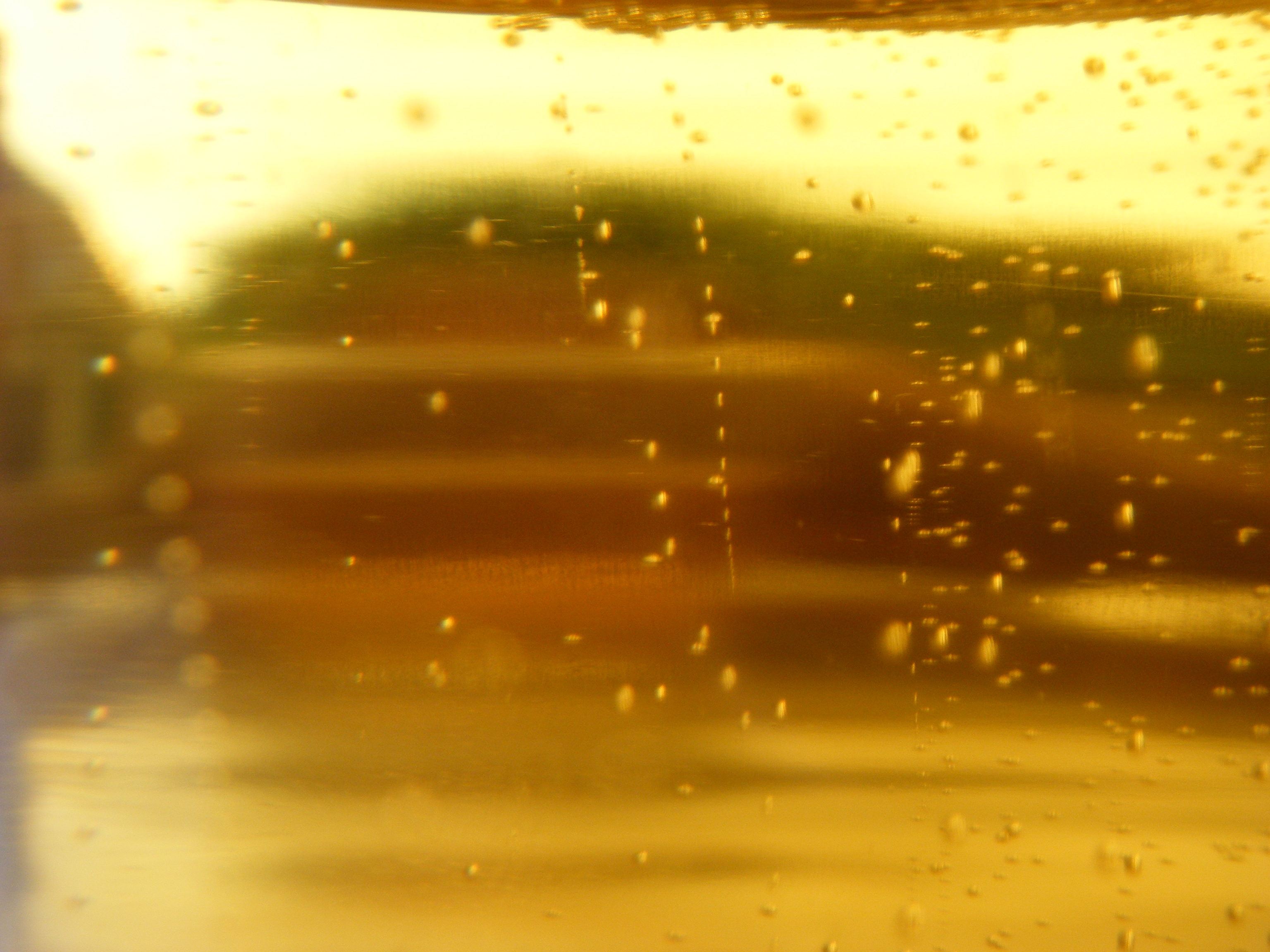
Cider

Kuchyně Nové Anglie (anglicky: Cuisine of New England) je součástí americké kuchyně. Jedná se o tradiční kuchyni amerických států Connecticut, Maine, Massachusetts, New Hampshire, Rhode Island a Vermont. Kuchyně Nové Anglie je známá svým rybářstvím (produkují se ryby a mořské plody, hlavně tresky, lososi, pstruzi, humři nebo mušle), mezi další klíčové ingredience patří mléčné výrobky (Vermont je znám svou produkcí sýra, především čedaru) nebo brambory. Mezi další typické suroviny patří fazole, krůtí maso, dýně, kukuřice nebo javorový sirup. Nová Anglie je známá také produkcí a používáním ovoce, mezi nejčastější druhy ovoce patří jablka, borůvky, brusinky, víno nebo švestky (místním druhem je švestkovišeň pomořská). Kuchyně Nové Anglie nepoužívá příliš koření, ale nejčastěji se používá pepř, česnek, petržel a několik koření dovozených z Karibiku. Stát Maine je známý svou produkcí humrů, které exportuje do ostatních částí USA, ale i do dalších částí světa.
Kuchyně Nové Anglie vychází z anglické kuchyně, ovlivněna byla i kuchyní místních Indiánů, a v některých místech také kuchyní irskou, italskou, portugalskou nebo kanadskou (zejména québeckou).

## Příklady novoanglických pokrmů
Příklady novoanglických pokrmů:
- Sendviče, mezi populární sendviče patří sendviče v italském stylu, sendviče s arašídovým máslem nebo s marshmallow creme
- Fried clams, mušle obalené v těstíčku a fritované
- Lobster roll, sendvič plněný humřím masem a majonézovým dresnikem
- Clambake, směs mořských plodů a zeleniny, vařená v páře
- Casserole, zapečené směs zeleniny. masa a sýra
- American chop suey, směs těstovin, mletého masa a rajčatové omáčky
- Koláče, mezi nejpopulárnější patří mřížkované koláče s borůvkovou nebo rebarborovou náplní
- Johnnycake, placka z kukuřičné mouky
- Hot dog, jsou populární stejně jako v jiných částech USA, v Nové Anglii se ale podávají v jiných houskách, podobnějším české housce
- Pizza, populární je například pizza v newhavenském stylu, což je poměrně tenká pizza pouze s rajčatovým sugem a sýrem pecorino romano
- Fazolové v rajčatové omáčce
- Marshmallow creme, pomazánka s příchutí marshmallow
- Whoopie pie, mainská specialita, jedná se o dvě pláty čokoládového dortového těsta, naplněné smetanovým sladkým krémem
- Zmrzlina z černých malin[2]
- Mezi tradiční pokrm podávaný na den díkůvzdání patří pečená krůta s brusinkovou omáčkou a dýňový koláč

## Příklady novoanglických nápojů
Příklady novoanglických nápojů:
- Cider, alkoholický nápoj z kvašených jablek
- Applejack, jablečná pálenka
- Rum
- Ovocná vína
- Medovina
- Moxie, limonáda, která se stala první průmyslově vyráběným nealkoholickým nápojem v USA